# Jordanië op de Olympische Zomerspelen 1984
Jordanië nam deel aan de Olympische Zomerspelen 1984 in Los Angeles, Verenigde Staten. 

## Deelnemers en resultaten

### Atletiek
| Olympiër               | Discipline           | Resultaat | Prestatie                 |
| ---------------------- | -------------------- | --------- | ------------------------- |
| Mouteb Al-Faouri       | 800m (m)             | 54e       | serie 4: 5de in 1.53,89   |
| Mouteb Al-Faouri       | 1500m (m)            | 49e       | serie 3: 8ste in 3.59,85  |
| Basil Kilani           | 5000m (m)            | 50e       | serie 1: 13de in 15.20,58 |
| Basil Kilani           | 10000m (m)           | 37e       | serie 1: 13de in 30.43,54 |
| Ismael Mahmoud Ghassab | marathon (m)         | 64e       | 2:33.30                   |
| Amjad Tawalbeh         | 20km snelwandele (m) | 38e       | 1:49.35                   |
|                        |                      |           |                           |
| Raida Abdallah Bader   | 3000m (v)            | 28e       | serie 1: 9de in 10.48,00  |

### Schermen
| Olympiër     | Discipline | Resultaat | Prestatie                                   |
| ------------ | ---------- | --------- | ------------------------------------------- |
| Ayman Jumean | floret (m) | 54e       | 1ste ronde groep D: 6de met 0 overwinningen |

### Schietsport
| Olympiër            | Discipline             | Resultaat | Prestatie                           |
| ------------------- | ---------------------- | --------- | ----------------------------------- |
| Mohamed Jbour       | 50m geweer 3 houdingen | 36e       | kwalificatie: 36ste met 1122 punten |
| Hussam Abdul Rahman | 50m geweer 3 houdingen | 47e       | kwalificatie: 47ste met 1095 punten |
| Ali Hamed Al-Awasa  | 50m geweer liggend     | 52e       | kwalificatie: 52ste met 581 punten  |
| Mohamed Al-Shushe   | 50m geweer liggend     | 51e       | kwalificatie: 61ste met 577 punten  |
| Khayri Amar         | skeet                  | 49e       | kwalificatie: 49ste met 180 punten  |
| Irfan Adelbi        | trap                   | 65e       | kwalificatie: 65ste met 149 punten  |
| Ayser Al-Hyari      | trap                   | 60e       | kwalificatie: 60ste met 164 punten  |

Algerije · Amerikaanse Maagdeneilanden · Andorra · Antigua en Barbuda · Argentinië · Australië · Bahama’s · Bahrein · Bangladesh · Barbados · België · Belize · Benin · Bermuda · Bhutan · Birma · Bolivia · Bondsrepubliek Duitsland · Botswana · Brazilië · Britse Maagdeneilanden · Canada · Centraal-Afrikaanse Republiek · Chili · China · Chinees Taipei · Colombia · Congo-Brazzaville · Costa Rica · Cyprus · Denemarken · Djibouti · Dominicaanse Republiek · Ecuador · Egypte · El Salvador · Equatoriaal-Guinea · Fiji · Filipijnen · Finland · Frankrijk · Gabon · Gambia · Ghana · Grenada · Griekenland · Groot-Brittannië · Guatemala · Guinee · Guyana · Haïti · Honduras · Hongkong · Ierland · IJsland · India · Indonesië · Irak · Israël · Italië · Ivoorkust · Jamaica · Japan · Joegoslavië · Jordanië · Kaaimaneilanden · Kameroen · Kenia · Koeweit · Lesotho · Libanon · Liberia · Liechtenstein · Luxemburg · Madagaskar · Malawi · Maleisië · Mali · Malta · Marokko · Mauritanië · Mauritius · Mexico · Monaco · Mozambique · Nederland · Nederlandse Antillen · Nepal · Nicaragua · Nieuw-Zeeland · Niger · Nigeria · Noord-Jemen · Noorwegen · Oeganda · Oman · Oostenrijk · Pakistan · Panama · Papoea-Nieuw-Guinea · Paraguay · Peru · Portugal · Puerto Rico · Qatar · Roemenië · Rwanda · Salomonseilanden · Samoa · San Marino · Saoedi-Arabië · Senegal · Seychellen · Sierra Leone · Singapore · Soedan · Somalië · Spanje · Sri Lanka · Suriname · Swaziland · Syrië · Tanzania · Thailand · Togo · Tonga · Trinidad en Tobago · Tsjaad · Tunesië · Turkije · Uruguay · Venezuela · Verenigde Arabische Emiraten · Verenigde Staten · Zaïre · Zambia · Zimbabwe · Zuid-Korea · Zweden · Zwitserland